# 前田茂司
前田 茂司（まえだ しげじ）は、日本の映画プロデューサー。現在、映画制作会社楽映舎の代表取締役。

## 経歴
京都府京都市生まれ。洛南高校出身。京都精華大学卒業。2012年福島大学 大学院地域政策科学研究科入学。「被災地における映像文化の発展と地域再生」に関する研究活動を行う。2018年卒業。
1986年より京都の映画撮影所などで映画制作を学ぶ。1998年に有限会社楽映舎を創立、その代表取締役に就任。
カンヌ国際映画祭（2003年）監督週間選出作品「牛頭」、ベネチア国際映画祭（2009年）コンペディション部門正式出品作品「十三人の刺客」、カンヌ国際映画祭（2010年）コンペディション部門正式出品作品「一命」、カンヌ国際映画祭（2013年）コンペディション部門正式出品作品「藁の楯」、ローマ国際映画祭（2013年）コンペティション部門「土竜の唄 潜入捜査官REIJI」、ローマ国際映画祭（2014年）マーベリック賞「神さまの言うとおり」、カンヌ国際映画祭（2017年）アウトオブコンペディション部門正式出品作品「無限の住人」、カンヌ国際映画祭（2019年）監督週間選出作品「初恋」のプロデューサーを担当。
2009年より福島こどものみらい映画祭の実行委員に携わり日本の映画界で活躍する監督などを招いて、こどものための映画学校、学生のための映画塾を展開している。 
2018年、こどものキャリア教育支援を目的とした NPO法人 こどもフイルム を設立。映画というツールを使い、こども映画学校の開催や、学びをテーマとした映画製作、こどもの映画祭や映画のロケーション誘致など、地域における交流と体験をサポートし、映画を使った新しい学習や教育システムの企画、開発などをプロデュースする活動を現在も行っている。

## 担当作品

### プロデューサー
- 第三の極道（1995年）
- 泥棒貴族ボディハンター（1996年）
- 新・第三の極道III（1996年）
- いちげんさん（1999年）
- 殺しの軍団（2001年、オリジナルビデオ）
- 完全なる飼育 愛の40日（2001年）
- 1 イチ（2002年、オリジナルビデオ）
- 龍虎兄弟（2002年）
- 走れ!ケッタマシン〜ウェディング狂騒曲〜（2002年）
- 新・仁義の墓場（2002年）
- カミナリ走ル夏 -雷光疾走ル夏-（2003年）
- 嗤う伊右衛門（2003年）
- 極道恐怖大劇場 牛頭 GOZU（2003年、オリジナルビデオ）
- スペースポリス（2004年）
- 猿飛佐助 闇の軍団（2004年）
- 剣 tsurugi（2005年）
- 君はまだ、無名だった。（2005年）
- イツカ波ノ彼方ニ（2005年）
- 猿飛佐助II 〜闇の軍団〜（2005年）
- ミナミの帝王 ヤング編 金貸し萬田銀次郎（2006年、オリジナルビデオ）
- JOHNEN 定の愛（2008年）
- ケータイ捜査官7（2008年、テレビドラマ）
- ホームレス中学生（2008年）
- 今日からヒットマン（2009年）
- 十三人の刺客（2010年）
- クロサワ映画（2010年）
- プリンセストヨトミ（2011年）
- 実写版忍たま乱太郎(2011年)
- QP（2011年、テレビドラマ）
- 一命(2011年)
- STAND UP!ヴァンガード（2012年、テレビドラマ）
- 逆転裁判（2012年）
- 藁の楯（2013年）
- 土竜の唄 潜入捜査官REIJI（2014年）
- 喰女-クイメ-（2014年）
- 神さまの言うとおり（2014年）
- テラフォーマーズ（2016年）
- 土竜の唄 香港狂騒曲（2016年）
- 無限の住人（2017年）
- ラプラスの魔女（2018年）
- ウスケボーイズ（2018年）
- ごっこ（2018年）
- 太陽の家（2020年）
- 初恋（2020年）
- みをつくし料理帖（2020年）
- 土竜の唄 FINAL（2021年）

### 共同プロデューサー
- ジョジョの奇妙な冒険 ダイヤモンドは砕けない 第一章（2017年）
- 妖怪大戦争 ガーディアンズ（2021年）
- BLUE FIGHT 〜蒼き若者たちのブレイキングダウン〜（2025年）

### 製作
- キケンな欲望 セーラー服暴力団（1999年、オリジナルビデオ）
- 若妻家庭教師 誘惑の個人授業（1999年、オリジナルビデオ）
- 射る眼（2005年、オリジナルビデオ）
- saru phase three（2006年）
- FM89.3MHz（2007年）
- 無認可保育園歌舞伎町ひよこ組!（2007年）
- ガチバン（2008年）
- ごっこ（2018年）

### 企画
- 安藤組外伝 群狼の系譜（1998年） 企画
- 安藤組外伝 群狼の系譜2（1998年） 企画
- 新・影の軍団 第参章 地雷火（2003年）企画
- 新・影の軍団 第四章 地雷火（2003年）<未> 企画
- 新・影の軍団 最終章 服部半蔵最期の戦い（2004年） 企画協力
- 斬人 KIRIHITO（2004年、オリジナルビデオ）企画プロデュース
- 新・影の軍団 第五章 服部半蔵VS陰陽師（2004年）企画協力
- IZO（2004年）企画プロデュース

## 脚本
- 新・影の軍団 序章（2002年）脚本
- 新・影の軍団 第弐章（2003年、オリジナルビデオ）脚本